# Богданов, Георгий Дмитриевич
Георгий Дмитриевич Богданов (1907 г.р., Москва) — советский футболист, нападающий и футбольный арбитр. Мастер спорта СССР (1946).

## Биография
Выступал за московские клубы «СиМ» (ранее «РКимА») и «Сталинец», а также за «Спартак» (Ереван) и Сборную Москвы. 

## Достижения
- Победитель турнира «Матч трёх городов» в составе Сборной Москвы: 1931

## Клубная статистика
| Выступление       | Выступление      | Выступление      | Лига | Лига | Кубок | Кубок | Итого | Итого |
| Клуб              | Лига             | Сезон            | Игры | Голы | Игры  | Голы  | Игры  | Голы  |
| ----------------- | ---------------- | ---------------- | ---- | ---- | ----- | ----- | ----- | ----- |
| СиМ (Москва)      | группа «Б»       | 1936в            | —    | —    | 1     | 0     | 1     | 0     |
| СиМ (Москва)      | группа «Б»       | 1936о            | 4    | 0    | —     | —     | 4     | 0     |
| СиМ (Москва)      | Итого            | Итого            | 4    | 0    | 1     | 0     | 5     | 0     |
| Сталинец (Москва) | группа «А»       | 1938             | 3    | 1    | —     | —     | 3     | 1     |
| Сталинец (Москва) | Итого            | Итого            | 3    | 1    | —     | —     | 3     | 1     |
| Спартак (Ереван)  | группа «Б»       | 1939             | 12   | 2    | 1     | 0     | 13    | 2     |
| Спартак (Ереван)  | Итого            | Итого            | 12   | 2    | 1     | 0     | 13    | 2     |
| Всего за карьеру  | Всего за карьеру | Всего за карьеру | 19   | 3    | 2     | 0     | 21    | 3     |

## Судейская статистика
главный судья
| Год   | Высшая лига СССР | Кубок СССР | Прочие |
| ----- | ---------------- | ---------- | ------ |
| 1942  | —                | —          | 1      |
| 1945  | 8                | 1          | —      |
| 1946  | 3                | —          | —      |
| 1952  | 1                | —          | —      |
| 1954  | 1                | —          | —      |
| Итого | 13               | 1          | 1      |